# Калијум-сулфат
Калијум-сулфат је неорганско хемијско једињење хемијске формуле .

## Распрострањеност у природи
Јавља се у великим количинама у разним двогубим солима у штасфуртским наслагама, као што су шенит и каинит, који и служе за добијање калијум-сулфата.

## Добијање
Шенит се одваја хлађењем из врућег засићеног раствора каинита, а потом третира раствором калијум-хлорида:
Прво се добија слабо растворан, анхидровани калијум-сулфат, а концентровањем се из филтрата таложи карналит из кога се добијају калијум-хлорид и магнезијум-хлорид.
Калијум-сулфат се још може добити загревањем калијум-хлорида са сумпорном киселином, али у мањим количинама, а иначе је споредни производ при добијању калијум-дихромата и калијум-перманганата.

## Својства
То је супстанца коју чине безбојни кристали без воде. У води се слабо раствара (на 0 ° 6,85  у 100 g воде).

## Употреба
Користи се за прављење калијумове стипсе и као вештачко ђубриво, посебно приликом гајења дувана и пшенице. Осим калијум-сулфата, као ђубриво се користи и калијум-хлорид, али код парадајза, лука, пасуља и бостана предност се даје калијум-сулфату јер су поменуте биљке осетљиве на веће концентрације хлора.